# St. Mariä Himmelfahrt (Bosseborn)

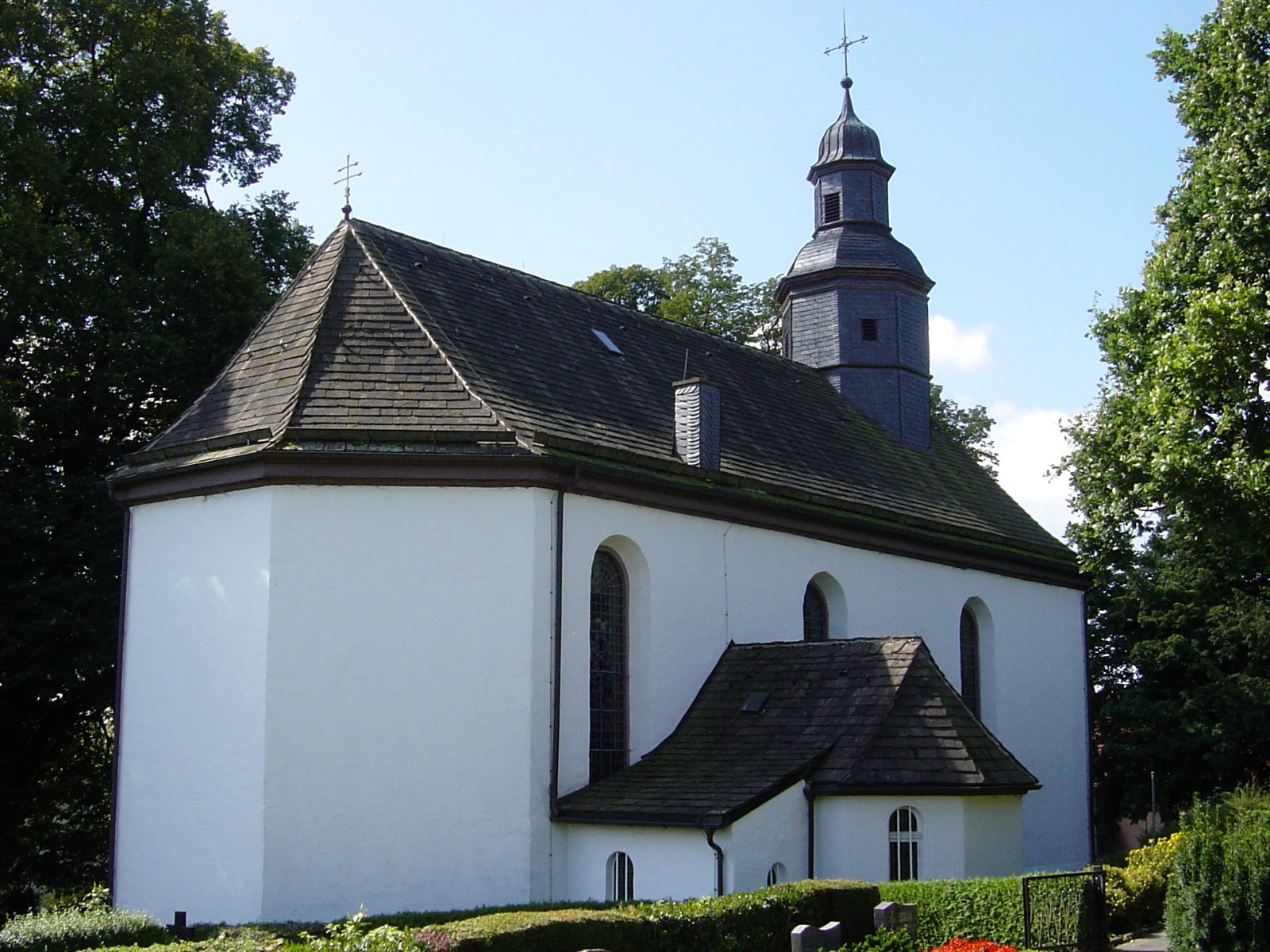
St. Mariä Himmelfahrt

Die römisch-katholische Pfarrkirche St. Mariä Himmelfahrt ist ein denkmalgeschütztes Kirchengebäude in Bosseborn, einem Ortsteil von Höxter im Kreis Höxter in Nordrhein-Westfalen.

## Beschreibung
Die flachgedeckte, schlichte Saalkirche wurde 1720 mit 3/8 Schluss und Dachreiter erbaut. Sie wurde am 1. September 1726 unter Abt Carl von Blittersdorf geweiht.
Der Eingang ist mit einem Wappen bekrönt. In der Kirche befinden sich ein Hochaltar und eine Kanzel des Christophel Papen  von 1719. Beide Objekte wurden 1956 umfangreich restauriert. Der Taufstein in Pokalform stammt aus dem 18. Jahrhundert.
Die Kirche in Bosseborn ist die jüngste einer Reihe von sehr eng verwandten Kirchen die in der Region zwischen 1683 und 1726 errichtet wurden.
Die anderen sechs sind die von dem Corveyer Abt Christoph von Bellinghausen 1683 und 1685 geweihten Kirchen in Bödexen und Ovenhausen, sowie die unter Abt Florenz von dem Felde gebauten Kirchen zu Stahle (1697), Albaxen (1698), Godelheim (1699) und Lüchtringen (1700).